# Windpark Klosterkumbd
Der Windpark Klosterkumbd ist ein Windpark auf dem Gebiet der Ortsgemeinde Klosterkumbd im Hunsrück, Rheinland-Pfalz. Er liegt in einem Waldgebiet nördlich des Ortes und soll laut Prognosen pro Jahr 39 Mio. kWh elektrischer Energie in das Stromnetz einspeisen.

## Geschichte
Die Projektentwicklung des Windparks begann 2008. Nach der Genehmigung im Sommer 2011 wurde umgehend mit dem Bau begonnen. Nach Errichtung und Inbetriebnahme der Windkraftanlagen wurde der Windpark im Mai 2012 offiziell eröffnet.
Geplant und gebaut hat den Windpark der Projektierer ABO Wind, 2012 wurde er durch die Mark-E erworben. Die drei östlichen Windkraftanlagen liegen im kommunalen Gemeindewald Klosterkumbd, die drei westlichen im Staatsforst.

## Technik
Zum Einsatz kommen sechs Windkraftanlagen des Typs Repower 3.4M104 mit jeweils 128 Metern Nabenhöhe und 3,4 MW Nennleistung, der Rotordurchmesser beträgt 104 Meter. Die Gesamthöhe der Anlagen beträgt 180 Meter.